# Thomas Chaloner (Hofbeamter)
Sir Thomas Chaloner (* 1561 oder um 1564; † 17. November 1615) war ein englischer Hofbeamter, der auch auf seinem Besitz in Yorkshire die englische Alaun-Industrie begründete.

## Leben
Chaloner war der illegitime Sohn des Staatsmanns und Dichters Thomas Chaloner (1521–1565) und konnte dank dem Freund seines Vaters William Cecil, 1. Baron Burghley, an der St. Paul’s School in London und in Oxford (Magdalen College) studieren. Nach einer Italienreise 1580 bis 1583 wurde er Höfling und heiratete die Tochter Elizabeth eines anderen Freundes seines Vaters William Fleetwood. 1586 war er Parlamentsmitglied für St Mawes und 1604 für Lostwithiel. Während er 1591 an einer militärischen Expedition nach Frankreich 1591 teilnahm, wurde er als Knight Bachelor geadelt. 1592 wurde er Friedensrichter in Buckinghamshire. 1596/97 war er wieder in Italien, besonders in Florenz. Von seinem Vater hatte er Ländereien der unter König Heinrich VIII. aufgelösten Abtei von Gisborough in Yorkshire. Auf Anraten von Robert Cecil ging er zu Ende der Elisabethanischen Epoche nach Schottland und wurde ein Günstling von König Jakob VI. von Schottland, dem späteren Jakob I. von England. Er war ab 1603 Gouverneur des vom König sogenannten Courtly College, dem Hof des Sohns Jakobs I., Henry Frederick Stuart, Prince of Wales (1594–1612). Er begleitete diesen auch als Haupt eines kleinen Hofstaats nach Oxford (Magdalen College). 1605 wurde er mit der Restaurierung von Kenilworth Castle beauftragt.
Der König beauftragte ihn auch mit technologischen Expertisen. So half er bei der Ausführung von Feuerwerken und begutachtete in Gerichtsverfahren zum Beispiel zu Schiffsausrüstern bezüglich Pulver. 1608 schlug er die Herstellung von Wasserpfeifen aus Steingut her.
Er war zweimal verheiratet und hatte zahlreiche Kinder.

## Alaunindustrie
Alaun wurde unter anderem in der Textilindustrie verwendet als Fixiermittel für Farben und in England aus dem Kirchenstaat importiert. Als das nach dem Bruch der Beziehungen zum Vatikan unter Heinrich VIII. nicht mehr möglich war suchte man nach Alternativen. Hinweise auf Alaun auf seinen Gütern hatte Chaloner schon aus einem Buch seines gleichnamigen Cousins (Thomas Chaloner) von 1584 und die Alaunproduktion hatte er auf seiner Italienreise im Kirchenstaat studiert. 1606/07 ging er eine Partnerschaft mit seinem Schwager  Sir David Foulis, Lord Sheffield und Sir John Bourchier ein und sie erhielten ein Alaun-Monopol für 31 Jahre in Nordengland (Importe wurden verboten). Etwa 1607 entstanden erste Fabriken. Ruinen in Yorkshire erinnern noch heute an diese frühe chemische Industrie in England. Der Alaunschiefer wurde zerkleinert, in Meilern langsam geröstet um das Eisensulfid zu Eisensulfat zu oxidieren, das man dann auswusch. Der Rest wurde durch Kochen konzentriert und mit Kalium-haltiger Base (Urin, das in der Bevölkerung gesammelt wurde, Seegrasasche) behandelt. Der Alaun kristallisierte schneller aus und konnte abgetrennt werden.
Die Alaunindustrie hatte unter Jakob I. Anlaufschwierigkeiten, war aber, nachdem Karl I. sie verstaatlichte, sehr profitabel. Die Industrie bestand in Yorkshire bis in die 1850er Jahre und wurde durch ein Verfahren zur Alaunsynthese von Louis Le Chatelier abgelöst. Die Rolle des Alauns in der Textilindustrie schwand aber bald darauf durch Einführung synthetischer Farbstoffe wie Mauvein.